# Alfredo Yépez Miranda
Alfredo Yépez Miranda fue un catedrático, político y abogado peruano.
Nace en el Cusco el 6 de octubre de 1908. Realiza sus estudios secundarios en el Colegio Nacional de Ciencias. En 1925 ingresa a la Facultad de Letras de la Universidad Nacional de San Antonio Abad del Cusco. En 1927 toma parte activa en los movimientos universitarios que dieron lugar al receso de la universidad luego de lo cual se traslada a la Universidad Nacional de San Agustín de Arequipa.
En 1935 se gradúa de abogado y ejerció la docencia en diversos colegios del Cusco: Colegio Nacional de Ciencias, La Merced, María Auxiliadora y Santa Ana. En 1946 es electo rector de la Universidad Nacional San Antonio Abad del Cusco siendo uno de los rectores más jóvenes de la historia de la universidad. Durante su gobierno universitario adquiere el terreno donde se levanta la actual ciudad universitaria en la localidad de Perayoq a la vera de la actual Avenida de la Cultura. A pesar de la oposición por el tamaño del terreno y la lejanía del centro del Cusco convence al cuerpo directivo y realiza la compra.
En 1998 el Instituto Americano de Arte le confiere la presidencia honoraria. Ese mismo año fallece en el 26 de agosto.